# Phylloxera
Phylloxera es un género de insectos de la familia Phylloxeridae, pulgones parasíticos. Forman agallas. No debe confundirse con el nombre común "filoxera" que se refiere a la especie Daktulosphaira vitifoliae, género relacionado.
Son insectos muy pequeños de color crema o amarillento. Los adultos alados emergen de las agallas y emigran a otras plantas. Se alimentan de árboles en las familias Juglandaceae (nueces) y Fagaceae (robles, castaños).

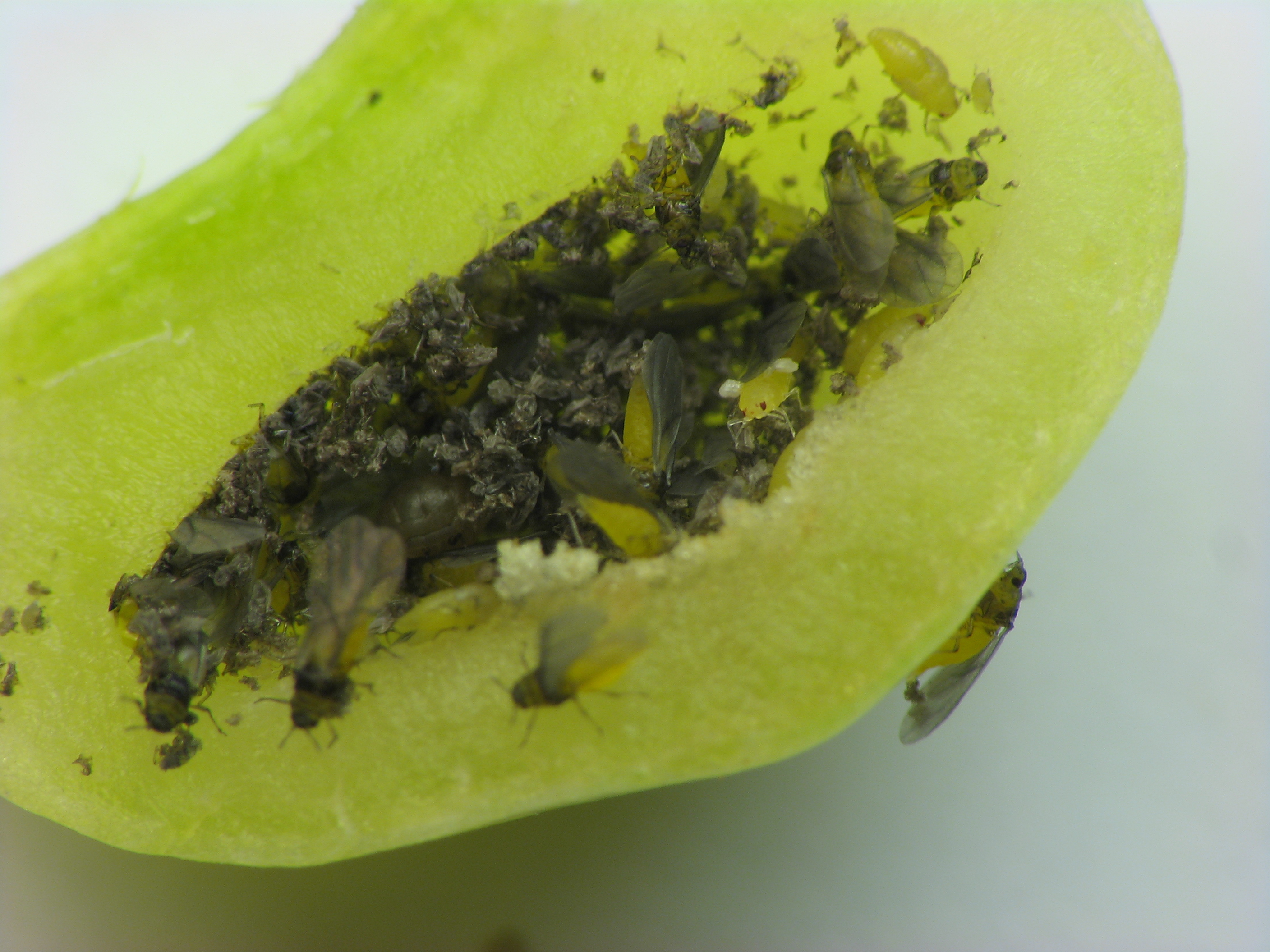
Interior de una agalla de Phylloxera perniciosa con adultos e inmaduros
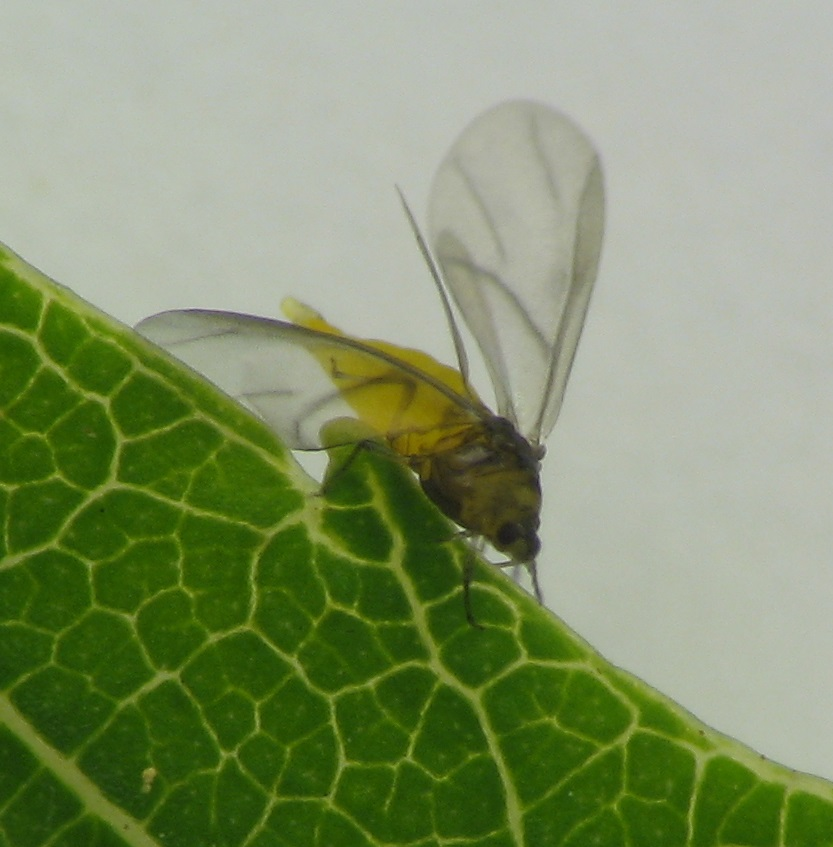
Adulto alado de Phylloxera perniciosa en pacana (Carya)